# Octobre 1856

## Événements
- France : achèvement de la voie ferrée Paris-Lyon.
- Muteesa Ier est choisi par le katikiro (Ministre principal) au détriment de son frère Kiyimba comme roi (kabaka) du Bouganda (fin en 1884). Contesté dès son élection, il met six ans à éliminer les mécontents. Sous le règne de Mutesa, qui succède à son père Suuna II, les premiers missionnaires protestants s’installent au Bouganda (1877).
- Rupture des relations diplomatiques du royaume des Deux-Siciles avec la France et le Royaume-Uni. Les deux puissances sanctionnent Ferdinand II des Deux-Siciles qui n’a pas tenu compte des remontrances sur ses méthodes de gouvernement.

- 8 octobre : La marine chinoise arraisonne l’Arrow, un bâtiment pirate chargé d’opium. Par provocation, les Britanniques revendiquent le navire et accusent la Chine d’abus de pouvoir. Londres obtient le soutien de la France, de la Russie et des États-Unis. Le Royaume-Uni et la France exercent une pression militaire sur le nord de la Chine. À la suite de l'incident de l'Arrow (nom d'une jonque arraisonnée par les autorités chinoises, bien qu'elle battait pavillon britannique), début de la deuxième guerre de l'opium (fin en 1860).

- 10 octobre, France, chemin de fer : ouverture de la Ligne de Rognac à Aix-en-Provence.

- 16 octobre, France : inauguration de la gare de chemin de fer de Toulouse.

- 19 octobre :
  - Nouvelle constitution au Pérou qui provoque une guerre civile (fin en 1858).
  - Le sultan de Mascate Seyyd Saïd ibn Sultan meurt en mer au retour d’un séjour de deux ans à Mascate. La guerre de succession qui oppose ses fils affaiblit son empire. Thuwaïni ibn Saïd monte sur le trône de Mascate, mais ses deux frères, Bargach et Madjid se disputent pendant trois ans le trône de Zanzibar.

- 25 octobre : les troupes Perses s’emparent d’Herat.

- 28 octobre :
  - Une soixantaine de chefs de tribu algériens se sont rassemblés au théâtre Bab Azoun d'Alger pour assister au spectacle de Robert-Houdin. Terrorisés par son art, les chefs de tribu fuient le théâtre.
  - Portugal : ouverture de la section Lisbonne (Cais dos Soldados)-Carregado de la Linha do Leste. Premier chemin de fer du Portugal. (Companhia Central e Peninsular dos Caminhos de Ferro em Portugal)

- 31 octobre : une trentaine de chefs tribaux algériens les plus puissants offrent à Robert-Houdin un manuscrit enluminé louant son art et promettant leur indéfectible allégeance à la France.

## Naissances
- 10 octobre : Luis Mazzantini, matador espagnol († 24 avril 1926).
- 30 octobre : Albert Behaeghel, politicien belge († 6 novembre 1941).

## Décès
- 8 octobre : Théodore Chassériau,peintre français (° 1819).
- 12 octobre : Aline Alaux, peintre et dessinatrice française (° 31 janvier 1813).